# Pristimantis cabrerai
Pristimantis cabrerai là một loài động vật lưỡng cư trong họ Strabomantidae, thuộc bộ Anura. Loài này được Cochran & Goin mô tả khoa học đầu tiên năm 1970.
Chúng là loài đặc hữu của Colombia. Môi trường sống tự nhiên của chúng là các khu rừng vùng núi ẩm nhiệt đới hoặc cận nhiệt đới. Loài này đang bị đe dọa do mất môi trường sống.